# Proteonematalycidae
Proteonematalycidae zijn  een familie van mijten. Bij de familie is één geslacht met één soort ingedeeld.